# Hypoxynoticeras
Hypoxynoticeras es un género extinto de amonites del Jurásico Inferior que vivió durante Jamesoni del Pliensbachiano inferior. Los animales pertenecientes a este género tenían pequeñas conchas de platycone, de las cuales el ombligo formaba un 25-30 % de diámetro. La quilla era fuerte y los hombros ventrolaterales eran prominentes. Es posible que fuera solo una microconcha, o juvenil de Radstockiceras.

## Distribución
Se encontraron fósiles pertenecientes a este género en el norte de Alemania, Polonia, el oeste de Escocia e Inglaterra.